# 임창섭
임창섭은 대한민국의 기업인이자 시인, 전 언론인이다. 서울특별시 출생으로 한양대학교 전자공학과를 수학하였다.
부산 만덕국교 강주영양 유괴살인 사건 범인 3명 알리바이 추적 보도로 1995년 한국기자협회 한국기자상(취재보도부문) 본상 수상하였다. 당시 박종철 고문치사 사건 이후 사법당국 강압 고문 수사 취재한 유일한 기사로 당국의 인권 유린 현장 고발, 사회에 경종을 울렸다. 한국기자협회 제54회 이달의 기자상을 수상하기도 하였다.
1998년 안상영 부산시장 캠프 기획팀장, 부산관광개발(부산지역 관광인프라 개발사업자) 기획팀장으로 근무하였다. 노조 상임고문을 역임하면서 부산지역 시민단체들과 시민언론 재창간을 주도하였으나 역부족으로 실패하였다. 1999년 한화갑 새천년민주당 영남특보로 일했다. 이후 안상영 허남식 시장 선거 캠프 기획팀장 및 기획본부장으로 일하기도 하였다.
박형준 부산시장 후보 캠프 전략기획본부장을 맡아 재부산호남향우회와 부산시공무원노조의 지지를 이끌어내는 한편, 가덕도신공항 이슈를 박 시장이 적극 치고나오게 함으로써 민주당이 각을 세우려 했던 이슈를 잠재우는 역할을 하게 했다. 박 시장 당선 전반에 걸쳐 결정적인 기여를 했으며, 부산 경제의 세계화를 위해 디지털자산거래소 설립을 최초로 제안한 인물로 알려져 있다.

## 경력
- 시사저널 영남취재본부 국장석 기자
- 프레시안 부산울산취재본부장
- 뉴데일리 영남취재본부 편집국 TV팀 국장
- 부산관광개발 기획홍보실장
- 한화갑 새천년민주당 대표최고위원 영남특보
- 안상영 허남식 부산시장 선거캠프 기획팀장 기획본부장
- 부산매일신문 정치 경제 사회부 기자
- TV조선 미디어랩 영남지사장